# Hrvatsko društvo političkih zatvorenika
Hrvatsko društvo političkih zatvorenika je udruga bivših političkih zatvorenika u Hrvatskoj sa sjedištem u Zagrebu.

## O udruzi
Hrvatsko društvo političkih zatvorenika osnovano je 1990. godine. Cilj udruge je okupiti bivše disidente kako bi se mogli zajedničkim snagama boriti za osudu svakog oblika totalitarizma, ukazivati na pojave koje bi mogle štetiti Republici Hrvatskoj te ukazivanjem poticati državna tijela radi poduzimanja odgovarajućih mjera. HDPZ se zalaže za provođenje lustracije komunističkih dužnosnika u Hrvatskoj.
Društvo međunarodno djeluje zajedno s društvima i organizacijama iz bivših totalitarnih diktatura pri rješavanju zajedničkih interesa, postizanja međunarodnih osuda komunizma, kao zločinačke ideologije.
Djelatnost obuhvaća i obilježavanja mjesta zločina nad hrvatskim narodom.
Društvo se bavi i izdavačkom djelatnošću izdavajući brojne knjige i novine Politički zatvorenik.
Nakon što su početkom 1990-ih godina politički zatvorenici iz doba Socijalističke Republike Hrvatske zauzeli mnogo liderskih položaja u društvu - uostalom je i sam Predsjednik Republike Hrvatske dr. Franjo Tuđman bio bivši politički zatvorenik - krajem prvog desetljeća 21. stoljeća je sa smjenom generacija došlo do smanjenja njihove društvene uloge.
Smatra se da je tijekom 4 i pol desetljeća komunističke vladavine u Hrvatskoj oko 130 tisuća ljudi završilo u zatvorima kao politički progonjene osobe.

## Podružnice
Hrvatsko društvo političkih zatvorenika ima 21 podružnicu koje se nalaze u Zagrebu, Bjelovaru, Dubrovniku, Gospiću, Mostaru, Karlovcu, Kiseljaku, Koprivnici, Krapini, Osijeku Pazinu, Požegi, Rijeci, Sarajevu,Sisku, Slavonskom Brodu, Splitu, Šibeniku, Varaždinu, Vukovaru i Zadru.

## Vanjske poveznice
- Hrvatsko društvo političkih zatvorenika, službene stranice
- Kresimir, ‘Hrvatsko društvo političkih zatvorenika’ kod Predsjednice Kolinde-Grabar Kitarović, Kamenjar.hr, 16. lipnja 2019.